# 静岡県の市町村旗一覧
静岡県の市町村旗一覧（しずおかけんのしちょうそんきいちらん）は、静岡県内の市町村に制定されている、あるいは制定されていた市町村旗の一覧である。なお、一覧の順序は全国地方公共団体コード順による。廃止された市町村旗は廃止日から順に掲載している。

## 市部
| 市         | 市旗 | 制定有無 | 制定日         | 旗の色                                                 | 備考                                           |
| ---------- | ---- | -------- | -------------- | ------------------------------------------------------ | ---------------------------------------------- |
| 静岡市     |      | あり     | 2003年5月29日  | 地色は水色であり、紋章は白色が指定されている           | 2代目の市旗である                              |
| 浜松市     |      | あり     | 2005年7月1日   | 地色は白色であり、紋章は指定色が指定されている         | 2代目の市旗である                              |
| 沼津市     |      | なし     | なし           | 地色は紫色であり、紋章は白色が指定されている           |                                                |
| 熱海市     |      | なし     | なし           | 地色は水色であり、紋章は白色が指定されている           |                                                |
| 三島市     |      | なし     | なし           | 地色は緑色であり、紋章は白色が指定されている           |                                                |
| 富士宮市   |      | あり     | 1999年12月28日 | 地色は紫色であり、紋章は白色が指定されている           | 制定前は未制定であった                         |
| 伊東市     |      | あり     | 1980年11月10日 | 地色は濃緑色であり、紋章は白色が指定されている         |                                                |
| 島田市     |      | あり     | 2005年7月14日  | 地色は濃緑色であり、紋章は白色が指定されている         | 2代目の市旗である                              |
| 富士市     |      | なし     | なし           | 地色は白色であり、紋章は白色または黒色が指定されている |                                                |
| 磐田市     |      | なし     | なし           | 地色は白色であり、紋章は指定色が指定されている         | 2代目の市旗である                              |
| 焼津市     |      | あり     | 1966年11月1日  | 地色は白蝋色であり、紋章は海老茶色が指定されている     |                                                |
| 掛川市     |      | なし     | なし           | 地色は白色であり、紋章は紫色が指定されている           | 2代目の市旗である                              |
| 藤枝市     |      | あり     | 1977年3月31日  | 地色は白色であり、紋章は紫色が指定されている           |                                                |
| 御殿場市   |      | あり     | 1957年9月20日  | 地色は白色であり、紋章はセピア色が指定されている       |                                                |
| 袋井市     |      | なし     | なし           | 地色は白色であり、紋章は指定色が指定されている         | 2代目の市旗である                              |
| 下田市     |      | あり     | 1958年12月20日 | 地色は青色であり、紋章は白色が指定されている           | 下田町旗として制定され、市制施行後に継承される |
| 裾野市     |      | あり     | 1980年11月10日 | 地色は深緑色であり、紋章は白色が指定されている         |                                                |
| 湖西市     |      | あり     | 1972年1月1日   | 地色は黄色であり、紋章は青色が指定されている           |                                                |
| 伊豆市     |      | なし     | なし           | 地色は水色であり、紋章は白色が指定されている           |                                                |
| 御前崎市   |      | あり     | 2005年4月1日   | 地色は若草色であり、紋章は指定色が指定されている       |                                                |
| 菊川市     |      | あり     | 2005年4月17日  | 地色は薄若草色であり、紋章は指定色が指定されている     |                                                |
| 伊豆の国市 |      | なし     | なし           | 地色は白色であり、紋章は指定色が指定されている         |                                                |
| 牧之原市   |      | あり     | 2005年10月1日  | 地色は白色であり、紋章は指定色が指定されている         |                                                |

## 町村部
| 郡     | 町村     | 町村旗 | 制定有無 | 制定日         | 旗の色                                                       | 備考              |
| ------ | -------- | ------ | -------- | -------------- | ------------------------------------------------------------ | ----------------- |
| 賀茂郡 | 東伊豆町 |        | あり     | 1969年6月18日  | 地色は青色であり、紋章は白色が指定されている                 |                   |
| 賀茂郡 | 河津町   |        | なし     | なし           | 地色は藍色であり、紋章は白色が指定されている                 |                   |
| 賀茂郡 | 南伊豆町 |        | なし     | なし           | 地色は水色であり、紋章は白色が指定されている                 |                   |
| 賀茂郡 | 松崎町   |        | なし     | なし           | 地色は臙脂色であり、紋章は緑色が指定されている               |                   |
| 賀茂郡 | 西伊豆町 |        | なし     | なし           | 地色は白色であり、紋章は指定色が指定されている               | 2代目の町旗である |
| 田方郡 | 函南町   |        | なし     | なし           | 地色は青色であり、紋章は白色が指定されている                 |                   |
| 駿東郡 | 清水町   |        | なし     | なし           | 地色は水色であり、紋章は臙脂色・縁部分は白色が指定されている |                   |
| 駿東郡 | 長泉町   |        | なし     | なし           | 地色は水色であり、紋章は白色が指定されている                 |                   |
| 駿東郡 | 小山町   |        | あり     | 1969年12月20日 | 地色は臙脂色であり、紋章は白色が指定されている               |                   |
| 榛原郡 | 吉田町   |        | あり     | 1972年9月1日   | 地色は青色であり、紋章は白色が指定されている                 |                   |
| 榛原郡 | 川根本町 |        | あり     | 2005年11月9日  | 地色は青色であり、紋章は指定色が指定されている               |                   |
| 周智郡 | 森町     |        | あり     | 1965年9月30日  | 地色は鉄紺色（赤紫色）であり、紋章は白色が指定されている     |                   |

## 廃止された市町村旗
| 市郡   | 町村         | 市町村旗 | 制定有無 | 制定日        | 廃止日        | 旗の色                                                                                      | 備考             |
| ------ | ------------ | -------- | -------- | ------------- | ------------- | ------------------------------------------------------------------------------------------- | ---------------- |
| 浜名郡 | 可美村       |          | なし     | なし          | 1991年5月1日  | -                                                                                           |                  |
| 静岡市 |              |          | あり     | 1964年9月15日 | 2003年4月1日  | 地色は青色であり、紋章は白色が指定されている                                                | 初代の市旗である |
| 清水市 |              |          | なし     | なし          | 2003年4月1日  | 地色は白色であり、紋章は青色が指定されている                                                |                  |
| 田方郡 | 修善寺町     |          | なし     | なし          | 2004年4月1日  | 地色は緑色であり、紋章は白色が指定されている                                                |                  |
| 田方郡 | 土肥町       |          | なし     | なし          | 2004年4月1日  | 地色は橙色であり、紋章は白色が指定されている                                                |                  |
| 田方郡 | 天城湯ヶ島町 |          | なし     | なし          | 2004年4月1日  | 地色は緑色であり、紋章は白色が指定されている                                                |                  |
| 田方郡 | 中伊豆町     |          | なし     | なし          | 2004年4月1日  | 地色は水色であり、紋章は白色が指定されている                                                |                  |
| 榛原郡 | 御前崎町     |          | なし     | なし          | 2004年4月1日  | -                                                                                           |                  |
| 小笠郡 | 浜岡町       |          | なし     | なし          | 2004年4月1日  | 地色は紫色であり、紋章は白色が指定されている                                                |                  |
| 小笠郡 | 小笠町       |          | なし     | なし          | 2005年1月17日 | -                                                                                           |                  |
| 小笠郡 | 菊川町       |          | なし     | なし          | 2005年1月17日 | -                                                                                           |                  |
| 賀茂郡 | 戸田村       |          | なし     | なし          | 2005年4月1日  | 地色は藍色であり、紋章は白色が指定されている                                                |                  |
| 磐田市 |              |          | なし     | なし          | 2005年4月1日  | 地色は白色で、紋章は濃い紺色が指定されている                                                | 初代の市旗である |
| 磐田郡 | 福田町       |          | なし     | なし          | 2005年4月1日  | -                                                                                           |                  |
| 磐田郡 | 竜洋町       |          | なし     | なし          | 2005年4月1日  | 地色は橙色であり、紋章は白色が指定されている                                                |                  |
| 磐田郡 | 豊田町       |          | なし     | なし          | 2005年4月1日  | -                                                                                           |                  |
| 磐田郡 | 豊岡村       |          | なし     | なし          | 2005年4月1日  | -                                                                                           |                  |
| 掛川市 |              |          | なし     | なし          | 2005年4月1日  | 地色は白色で、紋章は桔梗色が指定されている                                                  | 初代の市旗である |
| 小笠郡 | 大東町       |          | なし     | なし          | 2005年4月1日  | -                                                                                           |                  |
| 小笠郡 | 大須賀町     |          | なし     | なし          | 2005年4月1日  | 地色は緑色であり、紋章は橙色が指定されている                                                |                  |
| 賀茂郡 | 西伊豆町     |          | なし     | なし          | 2005年4月1日  | 地色は藍色であり、紋章は白色が指定されている                                                | 初代の町旗である |
| 賀茂郡 | 賀茂村       |          | なし     | なし          | 2005年4月1日  | 地色は明るい青色であり、紋章は橙色が指定されている また、紋章の周囲は白色で縁取りをしている |                  |
| 田方郡 | 伊豆長岡町   |          | なし     | なし          | 2005年4月1日  | 地色は青色であり、紋章の「長」は橙色・温泉のマークは緑色が指定されている                    |                  |
| 田方郡 | 韮山町       |          | なし     | なし          | 2005年4月1日  | 地色は臙脂色であり、紋章は白色が指定されている                                              |                  |
| 田方郡 | 大仁町       |          | なし     | なし          | 2005年4月1日  | 地色は紫色であり、紋章は白色が指定されている                                                |                  |
| 袋井市 |              |          | あり     | 1976年4月1日  | 2005年4月1日  | 地色は濃青色であり、紋章は白色が指定されている                                              | 初代の市旗である |
| 磐田郡 | 浅羽町       |          | あり     | 1960年4月1日  | 2005年4月1日  | 地色は濃青色であり、紋章は黄色が指定されている また、紋章の周りは白色で縁取りをしている     |                  |
| 島田市 |              |          | なし     | なし          | 2005年5月5日  | 地色は濃緑色で、紋章は白色が指定されている                                                  | 初代の市旗である |
| 榛原郡 | 金谷町       |          | なし     | なし          | 2005年5月5日  | -                                                                                           |                  |
| 浜松市 |              |          | あり     | 1971年7月     | 2005年7月1日  | 地色は青色であり、紋章は緑色・白色が指定されている                                          | 初代の市旗である |
| 天竜市 |              |          | あり     | 1959年2月20日 | 2005年7月1日  | 地色は白色であり、紋章は赤色が指定されている                                                |                  |
| 浜北市 |              |          | 未制定   | 未制定        | 2005年7月1日  | 地色は白色であり、紋章は紺色が指定されている                                                |                  |
| 周智郡 | 春野町       |          | 未制定   | 未制定        | 2005年7月1日  | 地色は緑色であり、紋章は白色が指定されている                                                |                  |
| 磐田郡 | 龍山村       |          | 未制定   | 未制定        | 2005年7月1日  | -                                                                                           |                  |
| 磐田郡 | 佐久間町     |          | あり     | 未制定        | 2005年7月1日  | 地色は白色であり、紋章は緑色が指定されている                                                |                  |
| 磐田郡 | 水窪町       |          | あり     | 1952年2月29日 | 2005年7月1日  | 地色は青色であり、紋章は桃色と白色が指定されている                                          |                  |
| 浜名郡 | 舞阪町       |          | あり     | なし          | 2005年7月1日  | 地色は白色であり、紋章は青色が指定されている                                                |                  |
| 浜名郡 | 雄踏町       |          | あり     | 1969年4月12日 | 2005年7月1日  | 地色は青色であり、紋章は桃色が指定されている                                                |                  |
| 引佐郡 | 細江町       |          | 未制定   | 未制定        | 2005年7月1日  | -                                                                                           |                  |
| 引佐郡 | 引佐町       |          | 未制定   | 未制定        | 2005年7月1日  | -                                                                                           |                  |
| 引佐郡 | 三ケ日町     |          | 未制定   | 未制定        | 2005年7月1日  | -                                                                                           |                  |
| 榛原郡 | 中川根町     |          | なし     | なし          | 2005年9月20日 | -                                                                                           |                  |
| 榛原郡 | 本川根町     |          | なし     | なし          | 2005年9月20日 | -                                                                                           |                  |
| 榛原郡 | 相良町       |          | なし     | なし          | 2005年10月1日 | 地色は群青色であり、紋章は白色が指定されている                                              |                  |
| 榛原郡 | 榛原町       |          | なし     | なし          | 2005年10月1日 | 地色は紺色であり、紋章は黄色が指定されている                                                |                  |
| 庵原郡 | 蒲原町       |          | なし     | なし          | 2006年3月31日 | 地色は白色であり、紋章は緑色と赤色が指定されている                                          |                  |
| 榛原郡 | 川根町       |          | あり     | 1955年4月1日  | 2008年4月1日  | 地色は橙色であり、紋章は緑色が指定されている                                                |                  |
| 庵原郡 | 由比町       |          | なし     | なし          | 2008年11月1日 | 地色は白色であり、紋章は白色・赤色・青色・黄色が指定されている                              |                  |
| 志太郡 | 大井川町     |          | なし     | なし          | 2008年11月1日 | -                                                                                           |                  |
| 庵原郡 | 富士川町     |          | なし     | なし          | 2008年11月1日 | 地色は藍色であり、紋章は白色と赤色が指定されている                                          |                  |
| 志太郡 | 岡部町       |          | なし     | なし          | 2009年1月1日  | 地色は橙色であり、紋章は白色と緑色が指定されている                                          |                  |
| 富士郡 | 芝川町       |          | なし     | なし          | 2010年3月23日 | 地色は黄緑色であり、紋章は白色と黄色が指定されている                                        |                  |
| 浜名郡 | 新居町       |          | なし     | なし          | 2010年3月23日 | -                                                                                           |                  |

### 書籍
- 中川幸也『シリーズ人間とシンボル第2号「都市の旗と紋章」』中川ケミカル、1987年10月11日。
- NHK情報ネットワーク『NHKふるさとデータブック5 [東海]』日本放送協会、1992年4月1日。

### 自治体書籍
- 雄踏町役場『雄踏町例規集』静岡県浜名郡雄踏町。